# Entedonomphale bicolorata
Entedonomphale bicolorata is een vliesvleugelig insect uit de familie Eulophidae. De wetenschappelijke naam is voor het eerst geldig gepubliceerd in 1933 door Ishii.